# Aida Quilcué
Aida Marina Quilcué Vivas (Páez, Cauca, 2 de febrero de 1973) es una política, lideresa indígena y líder social colombiana del pueblo nasa. Pertenece al Consejo Regional Indígena del Cauca (CRIC), ha sido consejera de derechos humanos y paz de la UNESCO. En 2022 fue electa al Senado de la República por la Circunscripción Especial Indígena con el aval de su partido Movimiento Alternativo Indígena y Social (MAIS).

## Trayectoria
A inicios de la década de 1990 fue promotora de salud de la Asociación Indígena del Cauca (AIC). Su liderazgo se consolidó tras la tragedia de 1994 en Tierradentro, donde un sismo y una avalancha afectaron gravemente a su comunidad. Esta catástrofe llevó a una reorganización de su pueblo, momento en el cual Quilcué comenzó su labor como maestra comunitaria. La desatención estatal frente a la tragedia motivó a la comunidad a organizarse a través del Consejo Regional Indígena del Cauca (CRIC), donde Aida se convirtió en la primera mujer representante legal.
En el año 2000 fue coordinadora del programa de salud en la AIC y en el Consejo Regional Indígena del Huila (CRIHU).
Entre los años 2003 y 2009, fue nombrada consejera mayor del Consejo Regional Indígena del Cauca (CRIC), siendo organizadora de la Minga Indígena del 2008 en la que participaron miles de indígenas que marcharon a la ciudad de Bogotá en protesta. En dicha movilización falleció su esposo Edwin Legarda el día 16 de diciembre en un hospital de Popayán tras recibir tres tiros de fusil disparados por soldados en la carretera que comunica a Inzá con Totoró, en el departamento del Cauca. Durante el juicio y en los años posteriores, Quilcué y su hija han sido víctimas de amenazas de muerte y atentados.

## Reconocimientos
- En 2021 fue ganadora del Premio Nacional a la Defensa de los Derechos Humanos en Colombia, en la categoría Defensa a Toda una Vida, en reconocimiento a su dedicación y liderazgo en la promoción y protección de los derechos de los pueblos indígenas.[3]